# Lampa lutownicza

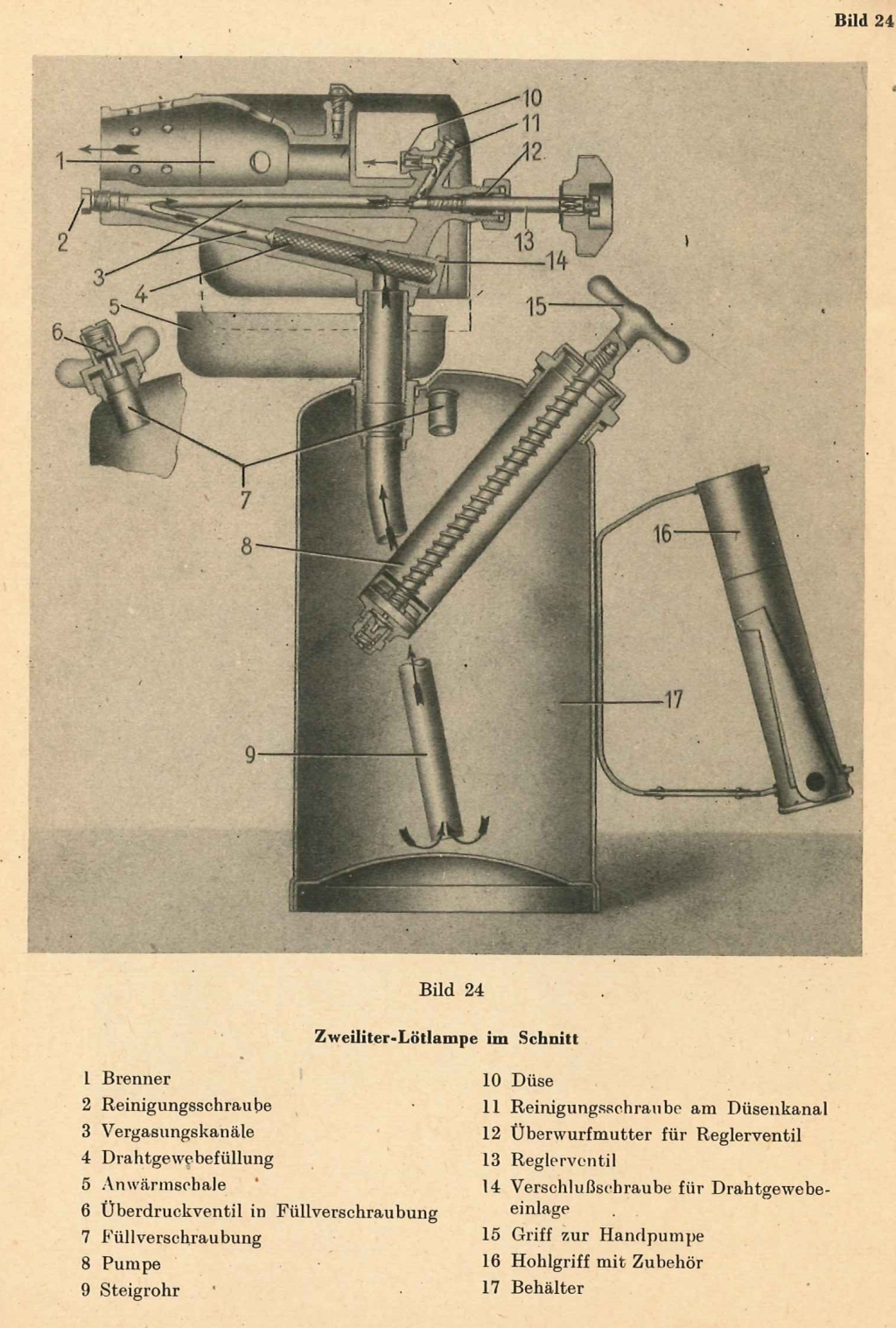

Lampa lutownicza (palnik lutowniczy, żargonowo: lutlampa) – przyrząd do lutowania zasilany paliwem ciekłym (benzyną, naftą) lub lotnym (propanem i butanem), z integralnym palnikiem (zwanym też dyszą). Przy paliwie ciekłym do uzyskania wstępnego ciśnienia niezbędnego do rozpalenia palnika stosowana jest wbudowana w zbiornik lampy ręczna pompka.

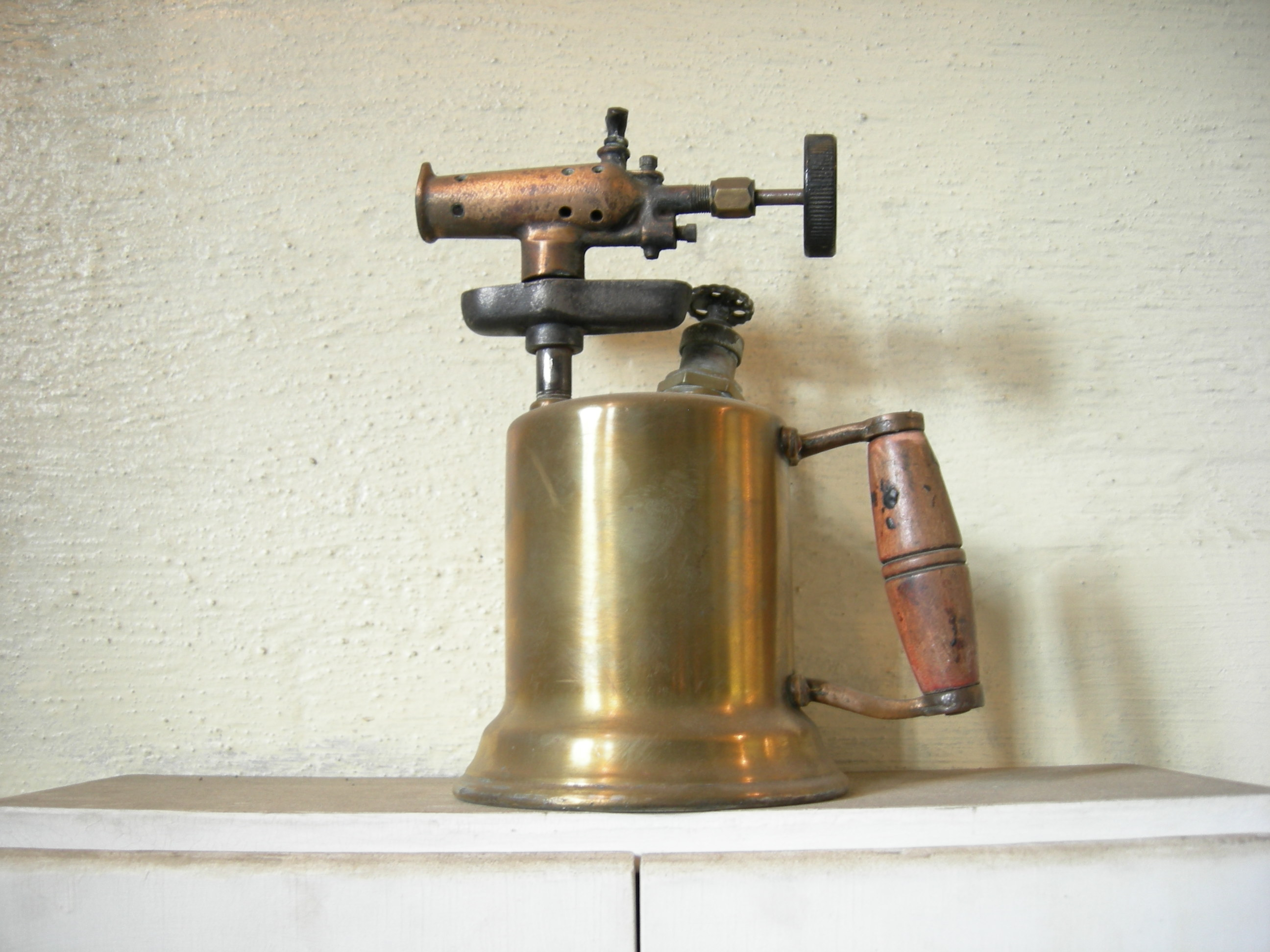
Lampa lutownicza